# 董云龙
董云龙，中华人民共和国政治人物、全国脱贫攻坚先进个人。

## 生平
董云龙任山西省忻州市五寨县副县长（挂职），国家中医药局医政司（中西医结合与民族医药司）基层服务管理处处长。因在脱贫攻坚战中作出突出贡献，2021年2月25日全国脱贫攻坚总结表彰大会上，董云龙被授予“全国脱贫攻坚先进个人”。